# Gurubira apicalis
Gurubira apicalis là một loài bọ cánh cứng trong họ Cerambycidae.